# 少女トラベラー
「少女トラベラー」（しょうじょトラベラー）は、9nineの9枚目のシングル。2012年1月25日にSME Recordsから発売された。

## 概要
2012年第1弾シングル。2か月連続シングル第2弾。タイトル曲のタイアップ付きは「Cross Over」から5作連続となる（アニメとのタイアップは「SHINING☆STAR」以来）。『べるぜバブ』ワイドキャップステッカーが初回特典として付いている「通常盤」のほか、DVDに「少女トラベラー」のミュージック・ビデオやメイキングを収録した「初回生産限定盤A」、前作「チクタク☆2NITE」のミュージック・ビデオなどを収録した「初回生産限定盤B」、2011年8月17日に行われた「9nine Beach Party 2011」の映像とそれに至るまでのドキュメンタリー映像を収録した「初回生産限定盤C」の4形態で発売された。また、今作で初のオリコンチャートトップ10入りを果たした。

## 収録曲
1. 少女トラベラー [4:42]
作詞：tzk / 作曲・編曲：高橋浩一郎
2. モノクロ [4:38]
作詞：前澤希 / 作曲・編曲：高橋浩一郎
3. SHINING☆STAR（tofubeats remix） [6:59]
4. 少女トラベラー（Instrumental）
5. モノクロ（Instrumental）

## 初回特典
1. DVD
  - 初回生産限定盤A

  1. 「少女トラベラー」（Music Video） 
    - 監督：多田卓也 / 振付：suzuyaka

  2. 「少女トラベラー」（Music Video Making）
  3. 「少女トラベラー」（Dance Shot ver.）

  - 初回生産限定盤B

  1. 「チクタク☆2NITE」（Music Video）
    - 監督：多田卓也 / 振付：木下菜津子

  2. 「チクタク☆2NITE」（Music Video Making）
  3. 「チクタク☆2NITE」（Dance Shot ver.）

  - 初回生産限定盤C

  1. 「夏 wanna say love U」発売イベント握手会3,939人達成までの軌跡
  2. 3,939人と握手達成記念『9nine Beach Party 2011』/2011.8.17（「too blue」「119」＆メンバーコメント）
2. トレカ（全6種+超レア1種）
3. 『べるぜバブ』ワイドキャップステッカー（通常盤初回仕様分のみ）

## タイアップ
| 曲名           | タイアップ |
| -------------- | --- |
| 少女トラベラー | 読売テレビ・日本テレビ系アニメ『べるぜバブ』2012年1月クールエンディングテーマ 日本テレビ系『こんなのアイドルじゃナイン!?』オープニングテーマ |